# رود تاین
رود تاین (به انگلیسی: River Tyne) یکی از رودهای کشور انگلستان است که در شهرستان تاین و ور جریان دارد.
طول این رود ۳۲۱٫۴ کیلومتر است و به دریای شمال می‌ریزد.